# Hans Koefoed
 Der er flere personer med dette navn, se Hans Koefoed (flertydig).
Hans Koefoed (født 13. juli 1750 i København, død 17. oktober 1822 i Ribe) var en dansk landsdommer, godsejer og stiftamtmand, bror til Georg Albrecht, Hans Henrik  og Conrad Daniel Koefoed.
Han var søn af kasserer ved den militære Uldmanufaktur i København, senere direktør for samme, 1. direktør i Generalpostamtet, konferensråd Hans Hansen Koefoed (1720-1796) og dennes 2. hustru Christense Bentsen (1729-1807), blev 1764 student, privat dimitteret, 1772 cand.jur., 27. maj 1773 vicelandsdommer med successionsret i Fyn og Langeland, 7. december 1779 virkelig landsdommer, 28. februar 1781 til 31. december 1783 tillige viceborgmester i Odense, 1784 etatsråd, 4. februar 1785 fungerende 1. landsdommer ved Frederik Christian von der Maases dispensation, 24. juni 1791 virkelig 1. landsdommer og fik 31. marts 1805 (ved landstingenes afskaffelse) afsked med ventepenge.
Han købte 1791 (skøde 1792) herregården Klingstrup for 19.000 louisdorer af arvingerne til Charlotte Marie von Halem (død 1791). Han skødede allerede 1799 Klingstrup tilligemed Vejstrupgård til hertug Frederik Christian 2. af Slesvig-Holsten-Sønderborg-Augustenborg.
Koefoed blev virkelig etatsråd 1808 og udnævnt til stiftamtmand over Ribe Stift og amtmand over Ribe Amt 1. januar 1811 og blev 31. juli 1815 Ridder af Dannebrog, men blev suspenderet 14. marts 1821 og derefter tiltalt for en kommission, da han ej kunne gøre rede for de offentlige midler under sin bestyrelsestid. Han døde imidlertid allerede året efter.
1784 ægtede han i København Margrethe Hansdatter Lindholm (7. marts 1760 i Sankt Petersborg – 4. maj 1831 i København), datter af ejer af Jerstrup, købmand, kommerceråd Hans Lindholm og Marie Elisabeth Bartz.